# Tolvajok társasága
A Tolvajok társasága (eredeti cím: The Misfits) 2021-ben bemutatott amerikai akció-thiller, melyet Renny Harlin rendezett, a forgatókönyvet pedig Robert Henny és Kurt Wimmer írta. A főszerepet Pierce Brosnan, Rami Jaber, Hermione Corfield, Jamie Chung, Mike d Angelo, Tim Roth és Nick Cannon alakítja.
Dél-Koreában 2021. június 3-án, az Amerikai Egyesült Államokban június 11-én jelent meg a The Avenue Entertainment forgalmazásában. Magyarországon július 15-én mutatta be Vertigo Média Kft.

## Rövid történet
Miután egy csapat nem mindennapi tolvajt beszervez, egy híres bűnöző bonyolult aranyrablásba keveredik, amely jelentős hatással lesz az ő és számtalan más ember életére.

## Cselekmény
A film a Közel-Keleten játszódik, és Richard Pace építészmérnököt követi, aki egy nagyszabású aranyrablásba keveredik, amelynek következményei messze túlmutatnak azon, amire ő maga is számított.

## Szereplők
| Szerep                       | Színész           | Magyar hang        |
| ---------------------------- | ----------------- | ------------------ |
| Richard Pace                 | Pierce Brosnan    | Kautzky Armand     |
| A herceg                     | Rami Jaber        | Dévai Balázs       |
| Hope                         | Hermione Corfield | Mórocz Adrienn     |
| Violet                       | Jamie Chung       | Bogdányi Titanilla |
| Wick                         | Mike D'Angelo     | Baráth István      |
| Schultz                      | Tim Roth          | Epres Attila       |
| Ringo                        | Nick Cannon       | Szabó Máté         |
| Hassan                       | Samer al-Masry    | Törköly Levente    |
| Abu Hirawa                   | Mansoor Al Feeli  | Borbiczki Ferenc   |
| Jason Quick                  | Qais Qandil       | Holl Nándor        |
| Börtönigazgató               | Martin J. Corrado | Koncz István       |
| Powell                       | Gonzalo Menendez  | Pataki Ferenc      |
| Doha börtön tiszt            | Rik Aby           | Kardos Róbert      |
| Doha börtön megfigyelő tiszt | Majed AlZubaidi   | Rába Roland        |
| Börtönőr                     | Robert Henny      | Király Adrián      |
| Német üzletember             | Stefan Fuchs      | Rosta Sándor       |

## A film készítése
"Rendkívül izgatottak vagyunk, hogy maga [Brosnan] is a fedélzeten van" - mondta Harlin, a film rendezője. "Pierce és én évek óta barátok vagyunk, és már jó ideje kerestünk egy közös projektet. Nem is remélhettem volna jobb színészt a főszerepre".
A projektet először 2019. február 12-én jelentették be a Berlini Nemzetközi Filmfesztivál Európai Filmpiacon. A forgatási helyszínek között szerepel Abu-Dzabi, Dubaj és Los Angeles. A forgatás egy héttel később kezdetét vette.

## Megjelenés
A Tolvajok társasága világpremierje 2021. június 3-án volt Dél-Koreában. 2021. június 11-én a The Avenue Entertainment a Highland Film Grouppal közösen forgalmazta a filmet és 2021. június 11-én mutatták be.

## Fogadtatás
A Rotten Tomatoes-on a film 16 értékelés alapján 19%-os minősítést ért el, 4,1/10-es átlagértékeléssel. A Metacritic-en 8 értékelés alapján 27 pontot ért el 100-ból, ami „általánosságban negatív kritikát” jelent.

## Fordítás
- Ez a szócikk részben vagy egészben  a   The Misfits (2021 film) című angol Wikipédia-szócikk fordításán alapul.  Az eredeti cikk szerkesztőit annak laptörténete sorolja fel. Ez a jelzés csupán a megfogalmazás eredetét és a szerzői jogokat jelzi, nem szolgál a cikkben szereplő információk forrásmegjelöléseként.